# 曹達華
曹 達華（そう たつか、チョウ・ダーワー、1915年9月15日 - 2007年1月10日）は、香港の俳優。広東省台山市出身。

## 人物
香港映画の初期を支えた往年のスター俳優で、中華圏での知名度は高く長らく多くの作品で主演を務めた。
またアニメーションを多く使用した映画『如来神掌』に主演し大ヒット。そのほか、金庸映画の初期の主役を務めた。
日本では悪漢探偵シリーズや数々の作品でお馴染みである。
2007年没。91歳の大往生であった。

## 主な出演作品
映画
- 『如来神掌』
- 『碧血剣』（1958年） 袁承志
- 『射鵰英雄伝』（1958年） 郭靖
- 『五福星』（1983年）大道芸人
- 『香港発活劇エクスプレス 大福星』（1985年）曹部長
- 『七福星』（1985年）曹部長
- 『冒険活劇 上海エクスプレス』（1986年）
- 『霊幻道士２　キョンシーの息子たち！』（1986年）

- 『十福星』（1986年）曹長官